# Traction
Traction (Eigenschreibweise traction) ist ein zweimonatlich erscheinendes Fachmagazin mit dem Thema Agrartechnik in deutscher Sprache. Die Zeitschrift richtet sich an fachlich interessierte Leser aus den Bereichen Landwirtschaft, Lohnunternehmen, Transport sowie an Wissenschaftler der Fachbereiche Agrartechnik sowie Agrarwissenschaften. Herausgeber ist der auf Agrarthemen spezialisierte Deutsche Landwirtschaftsverlag. Der Schwerpunkt liegt auf Landtechnik und Verfahrenstechnik für Ackerbau und Grünland.

## Themen
Die Zeitschrift veröffentlicht Testberichte über Neumaschinen (Traktoren und Zugmaschinen), Technik- und Trendberichte, umfassende Marktübersichten, Auslandsreportagen, Praxisstimmen sowie einen Hobby-Bereich mit Berichten über Young- und Oldtimer, Modellbau sowie Branchenpersönlichkeiten.
Die Ausgaben werden in der Zeitschriftendatenbank der Deutschen Nationalbibliothek archiviert.
Im Juni 2018 erschien das erste traction-Sonderheft „Verfahrenstechnik für die Bodenbearbeitung und Aussaat“ mit 226 Seiten Umfang. Im Jahr 2020 gab es drei Sonderveröffentlichungen: Neben zwei Sonderheften „Technik Lohnunternehmen“ erschien zudem das „Testjahrbuch 2021“.
Das Fachmagazin hat eine verbreitete Auflage von 21.122 Exemplaren (IVW 1/2020) und rangiert damit auf Platz 2 der Landtechnikzeitschriften im deutschsprachigen Raum.

## Auszeichnungen
Traction wurde 2015 vom Verein Deutsche Fachpresse zum Fachmedium des Jahres in der Kategorie Beste Neugründung ausgezeichnet.